# Звонская волость

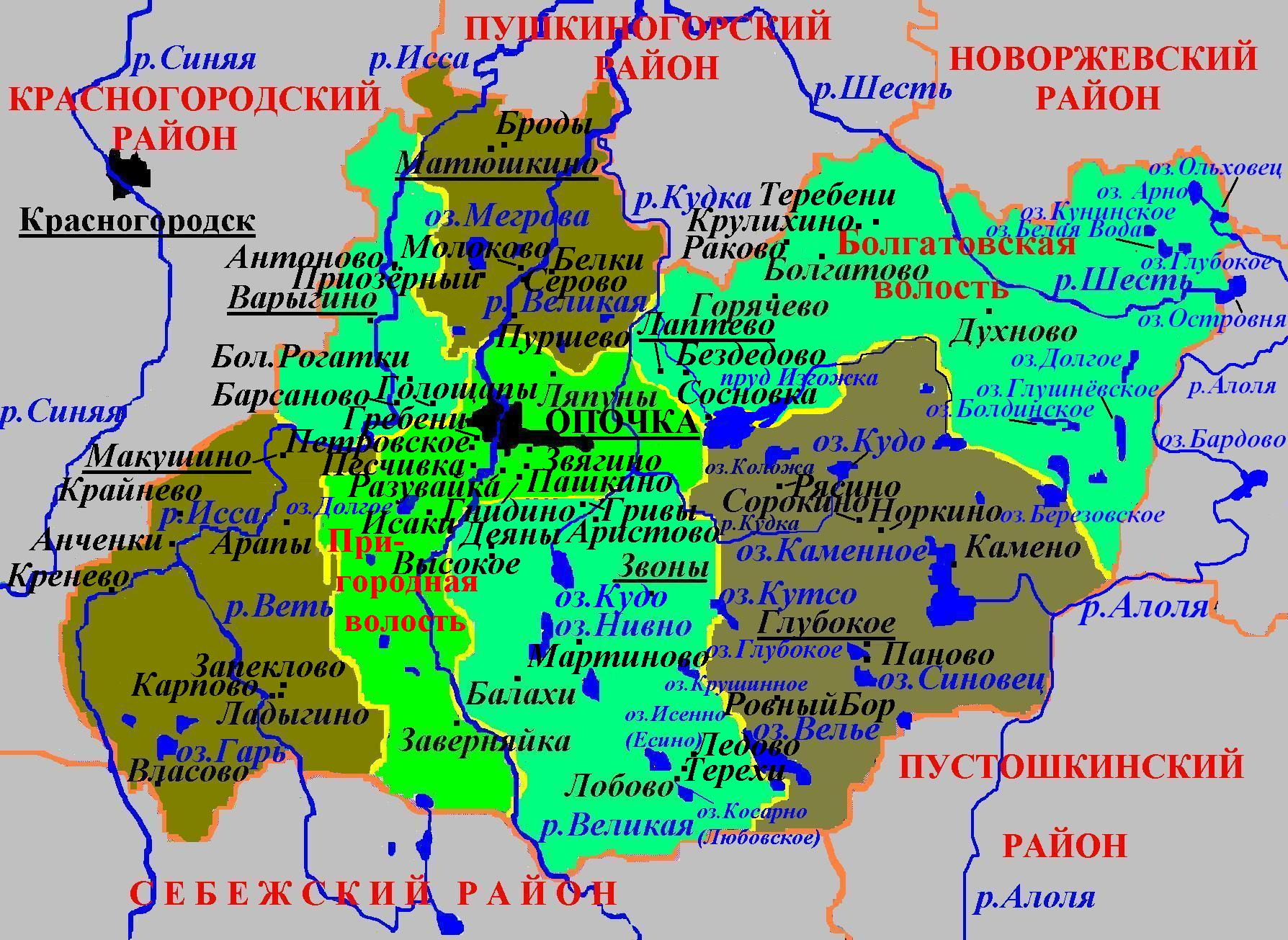
Административное деление Опочецкого района в 2010—2015 гг.

Звонская волость — упразднённые административно-территориальная единица 3-го уровня и муниципальное образование со статусом сельского поселения в Опочецком районе Псковской области России.
Административный центр — деревня Звоны.

## География
Территория волости граничила на западе и севере с Пригородной, на востоке — с Глубоковской волостями Опочецкого района, на юге — с Себежским районом Псковской области.
На территории волости расположены озёра: Нивно (1,6 км², глубиной до 7 м), Кудо или Полехновское (1,6 км², глубиной до 8 м), Чёрное или Комиссаровское или Черницкое (1,2 км², глубиной до 6 м), Исенно или Есино (1,1 км², глубиной до 3,8 м), Косарно или Лобовское (0,7 км², глубиной до 8 м) и др.

## Население
| 2002 | 2010  | 2012  | 2013  | 2014  | 2015  |
| ---- | ----- | ----- | ----- | ----- | ----- |
| 804  | ↗1257 | ↘1204 | ↘1146 | ↘1145 | ↘1143 |

## Населённые пункты
В состав Звонской волости входила 121 деревня: Шуры, Апимахи, Гривы, Ладыгино, Дерганово, Грихново, Китово, Голубово, Вороново, Аристово, Рожново, Боровки, Полехново, Посихново, Бобяки, Голованово, Пухлы, Гречухи, Жадро, Мостищи, Звоны, Бабинино, Похомово, Мышенькино, Мартиново, Косилово, Рубы, Шопорево, Алино, Филистово, Сергейково, Максимцево, Балохонцево, Маврино, Домнино, Комиссары, Маслово, Крушинино, Красково, Алексино, Зябки, Сущево, Дроздково, Федорково, Кисляки, Тишново, Ошестки, Григорино, Жгуново, Куденково, Решетниково, Ледово, Терехи, Лобово, Абросимово, Катково, Перхово, Мочалково, Болдино, Есенники, Авинищи, Полеи, Махново, Шелухи, Вишневатка, Хопалово, Агурьево, Щемелинки, Асташево, Проведищи, Федькино, Гужово, Хрулево, Жеги, Наклы, Ржавки, Казихи, Полихново, Кисельково, Апанасково, Балахи, Буколово, Букино, Беломуты, Боярщино, Бабенцы, Волково, Волоково, Высокое, Глушнево, Деяны, Елдино, Иванково, Кобылья Гора, Калошино, Корни, Кониново, Котово, Козлихино, Кахново, Мызники, Недосеки, Нестерово, Подлипье, Пошивалово, Притчи, Пьяново, Панюгино, Синцово, Сазоново, Сурни, Столбово, Сухоруково, Тарасово, Торопцево, Харино, Церковное, Шаблавино, Шейкино, Щибирево, Ярцево.

## История
Постановлением Псковского областного Собрания депутатов от 26 января 1995 года все сельсоветы в Псковской области были переименованы в волости, в том числе Звонский сельсовет был превращён в Звонскую волость
Законом Псковской области от 28 февраля 2005 года в Звонскую волость была включена территория упраздненных Краснооктябрьской (с центром в д. Балахи) и Лобовской (с центром в д. Лобово) волостей, и в новых границах Звонской волости было также создано муниципальное образование Звонская волость со статусом сельского поселения с 1 января 2006 года в составе муниципального образования Опочецкий район со статусом муниципального района.
Законом Псковской области от 30 марта 2015 года Звонская волость была упразднена, а её территория 11 апреля 2015 года включена в состав Глубоковской волости, при этом деревня Звоны стала административным центром этой новой укрупнённой волости.